# (11829) Tuvikene
(11829) Tuvikene est un astéroïde de la ceinture principale.

## Description
(11829) Tuvikene est un astéroïde de la ceinture principale. Il fut découvert le 4 mars 1984 à La Silla par Henri Debehogne. Il présente une orbite caractérisée par un demi-grand axe de 2,28 UA, une excentricité de 0,14 et une inclinaison de 3,6° par rapport à l'écliptique.

## Compléments